# Daria Zabawska
Daria Katarzyna Zabawska (ur. 16 kwietnia 1995 w Białymstoku) – polska lekkoatletka, specjalizująca się w rzucie dyskiem, olimpijka (2024).

## Kariera
W 2015 roku została brązową medalistką mistrzostw Polski w rzucie dyskiem z wynikiem 57,22 m oraz młodzieżowych mistrzostw Polski z wynikiem 54,94 m, a także zajęła 4. miejsce na młodzieżowych mistrzostwach Europy z rezultatem 59,06 m.
W 2016 zdobyła brązowy medal mistrzostw Polski z wynikiem 55,94 m oraz srebrny medal młodzieżowych mistrzostw Polski z wynikiem 54,58 m.
W 2017 została młodzieżową mistrzynią Polski z wynikiem 56,73 m oraz młodzieżową wicemistrzynią Europy z wynikiem 59,08 m. Zdobyła także wicemistrzostwo Polski z wynikiem 58,22 m, a także zajęła 4. miejsce na uniwersjadzie z wynikiem 56,58 m.
W 2019 roku została mistrzynią Polski z wynikiem 59,71 m. Rok później obroniła tytuł z wynikiem 55,72 m.
Reprezentowała klub KS Podlasie Białystok, gdzie trenowana była przez swojego ojca Przemysława. W 2024 roku jest zawodniczką AZS UMCS Lublin.
Reprezentantka Polski w pucharze Europy w rzutach oraz drużynowych mistrzostwach Europy.

## Rekord życiowy
- rzut dyskiem – 62,96 m (Warszawa, 7 maja 2023)

## Osiągnięcia
| Rok  | Impreza                                 | Miejsce   | Lokata            | Wynik |
| ---- | --------------------------------------- | --------- | ----------------- | ----- |
| 2014 | Mistrzostwa świata juniorów             | Eugene    | el. – 24. miejsce | 45,13 |
| 2015 | Młodzieżowe mistrzostwa Europy          | Tallinn   | 4. miejsce        | 59,06 |
| 2017 | Młodzieżowe mistrzostwa Europy          | Bydgoszcz | 2. miejsce        | 59,08 |
| 2017 | Uniwersjada                             | Tajpej    | 4. miejsce        | 56,58 |
| 2018 | Puchar Europy w rzutach                 | Leiria    | 8. miejsce        | 54,20 |
| 2018 | Mistrzostwa Europy                      | Berlin    | el. – 22. miejsce | 53,94 |
| 2019 | Puchar Europy w rzutach                 | Šamorín   | 12. miejsce       | 51,17 |
| 2019 | Uniwersjada                             | Neapol    | el. – 13. miejsce | 51,51 |
| 2019 | Superliga drużynowych mistrzostw Europy | Bydgoszcz | 4. miejsce        | 58,38 |
| 2019 | Mistrzostwa świata                      | Doha      | el. – 22. miejsce | 57,05 |
| 2021 | Puchar Europy w rzutach                 | Split     | 6. miejsce        | 58,79 |
| 2021 | Superliga drużynowych mistrzostw Europy | Chorzów   | 4. miejsce        | 56,86 |
| 2022 | Puchar Europy w rzutach                 | Leiria    | 10. miejsce       | 56,76 |
| 2022 | Mistrzostwa Europy                      | Monachium | el. – 15. miejsce | 56,54 |
| 2023 | Puchar Europy w rzutach                 | Leiria    | 9. miejsce        | 58,15 |
| 2023 | I dywizja drużynowych mistrzostw Europy | Chorzów   | 10. miejsce       | 52,11 |
| 2023 | Mistrzostwa świata                      | Budapeszt | el. – 16. miejsce | 59,28 |
| 2024 | Puchar Europy w rzutach                 | Leiria    | 7. miejsce        | 60,63 |
| 2024 | Mistrzostwa Europy                      | Rzym      | el. – 14. miejsce | 59,02 |
| 2024 | Igrzyska olimpijskie                    | Paryż     | el. – 20. miejsce | 60,86 |
| 2025 | Puchar Europy w rzutach                 | Nikozja   | 8. miejsce        | 58,47 |
| 2025 | I dywizja drużynowych mistrzostw Europy | Madryt    | 5. miejsce        | 58,66 |

## Życie prywatne
Jej rodzice, Krystyna i Przemysław, również byli lekkoatletami.
Jest studentką logistyki na Politechnice Białostockiej.